# 白龙镇 (霍州市)
白龙镇，是中华人民共和国山西省临汾市霍州市下辖的一个乡镇级行政单位。

## 行政区划
白龙镇下辖以下地区：
白龙村、寺庄村、陈家庄村、燕南庄村、牛腰村、后柏木沟村、前柏木沟村、马岭村、柳树腰村、陈村、虎头山村、养马岭村、涧北村、韩南庄村和煤电集团白龙矿社区。